# Orangina
Orangina（法語發音：[ɔʁɑ̃ʒina]）是一種碳酸飲料，原料包括碳酸水、12%的柑橘果汁（10%是濃縮橙汁，2%是濃縮檸檬汁、橘汁、葡萄柚汁的混合果汁）、2%的橙子果肉。Orangina使用糖或高果糖漿增甜，並添加天然香料。Orangina由Augustin Trigo Mirallès在1933年發明於法屬阿爾及利亞。現在Orangina在歐洲（特別是法國和瑞士）、日本、北非、北美等地銷售。
2009年11月開始，Orangina在世界上大部分地區由三得利所有。在美國和加拿大，該品牌由三得利所有，並自2020年開始授權Ventures Food and Beverage生產。此前該品牌曾由Dr Pepper Snapple集團和Canada Dry Motts生產。

## 歷史
Orangina由來自瓦倫西亞的西班牙人化學家奧古斯汀·特里戈（Augustin Trigo）發明。其第一次問世是在1936年馬賽貿易展上。這座飲料由柑橘汁、醣和碳酸水製作。其後該飲料以TriNaranjus（現TriNa）的名稱在西班牙市場上銷售。
1935年，法國商人萊昂·貝頓（Léon Beton）購買了這一品牌和配方。但由於戰爭（特別是第二次世界大戰）的影響，貝頓在歐洲市場上推廣這一飲料的嘗試受到很大阻礙。
貝頓的兒子尚盧-克勞德·貝頓在1947年繼承了公司。他保留了原始配方的大部分內容，並在歐洲和北非擴大市場。Orangina很快成為北非的常見飲料。1951年，尚盧-克勞德·貝頓推出了Orangina標誌性的8盎司瓶子，現已成為該品牌象徵。瓶子令人想到橙子的圓形形狀，玻璃瓶身亦模仿水果。
在阿爾及利亞獨立前夕的1962年，Orangina將產地遷至法國本土的馬賽。1978年，Orangina在美國上市，最初品牌名為Orelia，後改為Orangina。1984年，Orangina加入保樂力加集團。
2000年，Orangina和保樂力加的其它軟飲料品牌一併被吉百利收購。此前可口可樂公司曾試圖收購，但因涉嫌壟斷而未能實現。2006年，吉百利決定專注巧克力業務，並出售其飲料部門。

### 北美
在美國，該品牌曾由Dr Pepper Snapple集團所有。Orangina最初在加拿大生產。2020年開始，三得利取得Orangina在北美的所有權，並授權Ventures Foods and Beverage生產。

### 世界其它地區
2006年開始，黑石集團和獅子資本收購了Orangina在北美以外的所有權。2009年11月，日本企業三得利收購了Orangina品牌。在英國，Orangina曾由格拉斯哥的A.G. Barr公司（Irn-Bru的生產商）生產。

## 廣告
Orangina瓶子底部的果粒曾是其不利特徵。Orangina將其反而作為產品高品質特徵進行宣傳，以「搖我」（Shake me）作為廣告語。2010年，Orangina發布了一個同性戀友好的廣告。

### 批評
2008年，Orangina的一則使用動物形象的廣告因其性暗示內容遭到批評。該廣告獲得了「2008年最怪異廣告獎」，並且在「2008年最差電視廣告」排名第七。
但亦有觀點認為Orangina並非是僅面向兒童的飲料，亦是「領先的成人軟飲料」。該廣告引發的爭議亦起到了免費宣傳的作用。2008年4月時，該廣告在線上的觀看次數已達300萬次。

## 外部連結
- International website （页面存档备份，存于） (English/French)
- A history of Orangina （页面存档备份，存于） (French)